# Beaumont (Haute-Loire)
Pour les articles homonymes, voir Beaumont.
Beaumont est une commune française située dans le département de la Haute-Loire, en région Auvergne-Rhône-Alpes.

## Géographie

### Localisation
La commune de Beaumont se trouve dans le département de la Haute-Loire, en région Auvergne-Rhône-Alpes.
Elle se situe à 63 km par la route du Puy-en-Velay, préfecture du département, et à 5 km de Brioude, sous-préfecture
Les communes les plus proches sont : 
Paulhac (1,5 km), Cohade (3,7 km), Saint-Laurent-Chabreuges (3,8 km), Bournoncle-Saint-Pierre (3,8 km), Brioude (4,0 km), Saint-Géron (4,8 km), Azérat (6,3 km), Lorlanges (6,4 km).
|                | Bournoncle-Saint-Pierre | Cohade  |
| Saint-Géron    | Beaumont                | Brioude |
| Saint-Beauzire |                         | Paulhac |

### Climat
Pour des articles plus généraux, voir Climat d'Auvergne-Rhône-Alpes et Climat de la Haute-Loire.
En 2010, le climat de la commune est de type climat du Bassin du Sud-Ouest, selon une étude du Centre national de la recherche scientifique s'appuyant sur une série de données couvrant la période 1971-2000. En 2020, Météo-France publie une typologie des climats de la France métropolitaine dans laquelle la commune est exposée à un climat de montagne ou de marges de montagne et est dans la région climatique Nord-est du Massif Central, caractérisée par une pluviométrie annuelle de 800 à 1 200 mm, bien répartie dans l’année.
Pour la période 1971-2000, la température annuelle moyenne est de 10,9 °C, avec une amplitude thermique annuelle de 16,5 °C. Le cumul annuel moyen de précipitations est de 563 mm, avec 7,8 jours de précipitations en janvier et 6 jours en juillet. Pour la période 1991-2020, la température moyenne annuelle observée sur la station météorologique de Météo-France la plus proche, « Fontannes », sur la commune de Fontannes à 7 km à vol d'oiseau, est de 11,4 °C et le cumul annuel moyen de précipitations est de 611,9 mm,. Pour l'avenir, les paramètres climatiques de la commune estimés pour 2050 selon différents scénarios d'émission de gaz à effet de serre sont consultables sur un site dédié publié par Météo-France en novembre 2022.

## Urbanisme

### Typologie
Au 1er janvier 2024, Beaumont est catégorisée commune rurale à habitat dispersé, selon la nouvelle grille communale de densité à sept niveaux définie par l'Insee en 2022.
Elle est située hors unité urbaine. Par ailleurs la commune fait partie de l'aire d'attraction de Brioude, dont elle est une commune de la couronne,. Cette aire, qui regroupe 39 communes, est catégorisée dans les aires de moins de 50 000 habitants,.

### Occupation des sols
L'occupation des sols de la commune, telle qu'elle ressort de la base de données européenne d’occupation biophysique des sols Corine Land Cover (CLC), est marquée par l'importance des territoires agricoles (79,7 % en 2018), une proportion sensiblement équivalente à celle de 1990 (79,8 %). La répartition détaillée en 2018 est la suivante : 
terres arables (61,7 %), forêts (20,3 %), prairies (17,9 %). L'évolution de l’occupation des sols de la commune et de ses infrastructures peut être observée sur les différentes représentations cartographiques du territoire : la carte de Cassini (XVIIIe siècle), la carte d'état-major (1820-1866) et les cartes ou photos aériennes de l'IGN pour la période actuelle (1950 à aujourd'hui).

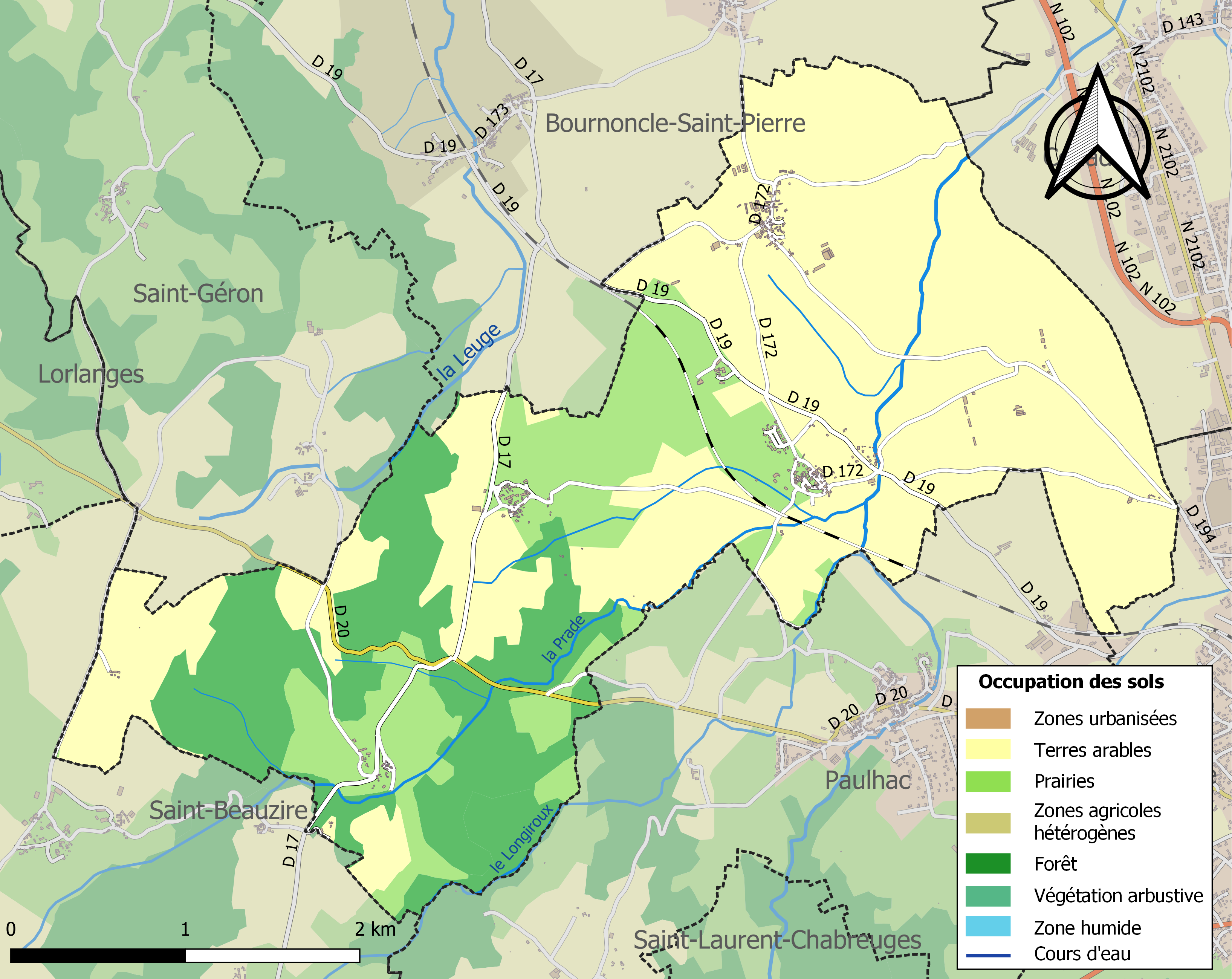
Carte des infrastructures et de l'occupation des sols de la commune en 2018 (CLC).
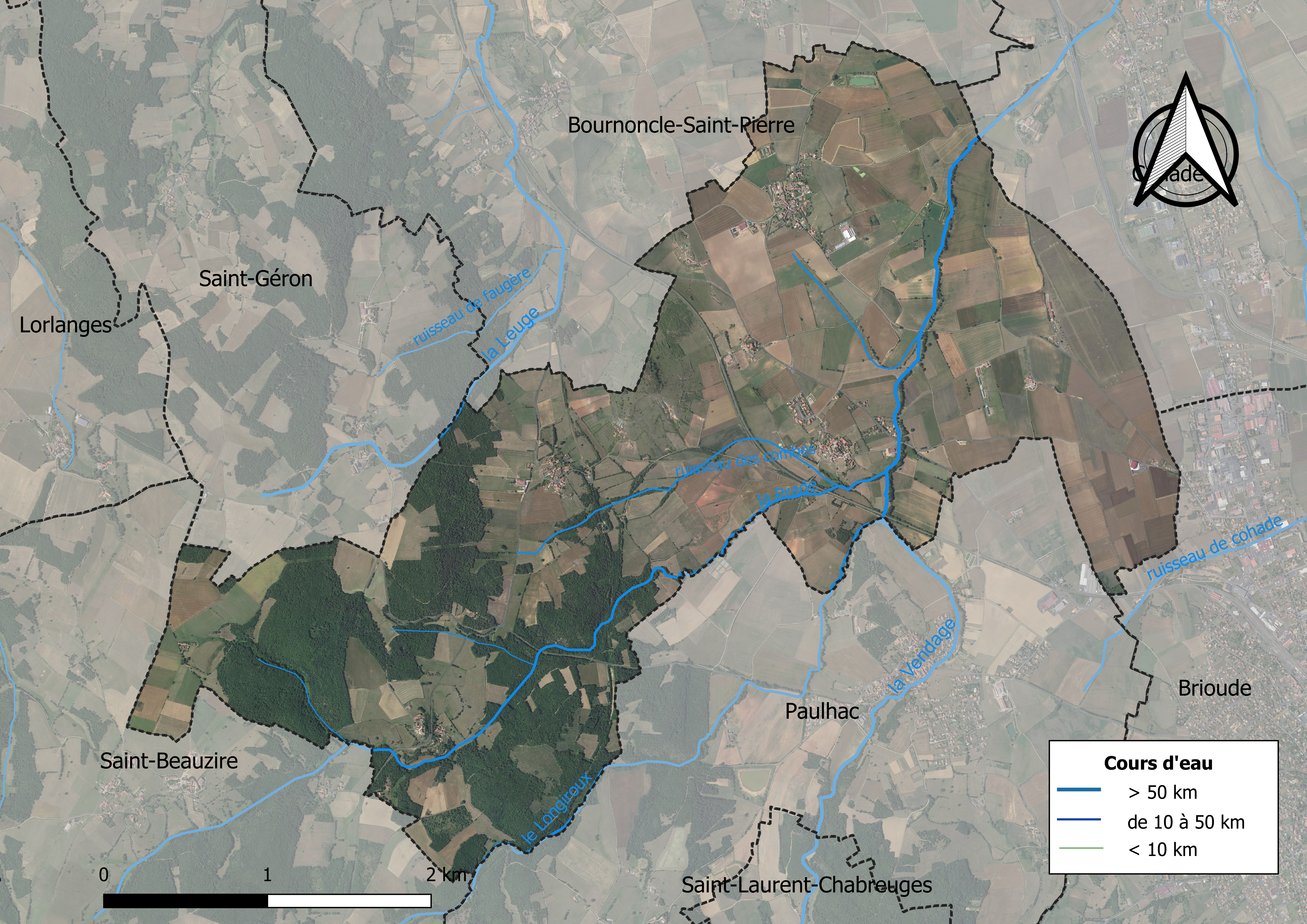
Carte orthophotographique de la commune.

### Habitat et logement
En 2018, le nombre total de logements dans la commune était de 162, alors qu'il était de 151 en 2013 et de 145 en 2008.
Parmi ces logements, 77,9 % étaient des résidences principales, 9,1 % des résidences secondaires et 13 % des logements vacants. Ces logements étaient pour 95,6 % d'entre eux des maisons individuelles et pour 4,4 % des appartements.
Le tableau ci-dessous présente la typologie des logements à Beaumont en 2018 en comparaison avec celle de la Haute-Loire et de la France entière. Une caractéristique marquante du parc de logements est ainsi une proportion de résidences secondaires et logements occasionnels (9,1 %) inférieure à celle du département (16,1 %) mais supérieure à celle de la France entière (9,7 %). Concernant le statut d'occupation de ces logements, 84,7 % des habitants de la commune sont propriétaires de leur logement (87,1 % en 2013), contre 70 % pour la Haute-Loire et 57,5 pour la France entière.
| Typologie                                               | Beaumont | Haute-Loire | France entière |
| ------------------------------------------------------- | -------- | ----------- | -------------- |
| Résidences principales (en %)                           | 77,9     | 71,5        | 82,1           |
| Résidences secondaires et logements occasionnels (en %) | 9,1      | 16,1        | 9,7            |
| Logements vacants (en %)                                | 13       | 12,4        | 8,2            |

## Toponymie
Anciennes mentions : In villa quæ dicitur Bello Monte (907), In... vicaria Brivatensi, in loco qui vocatur Bellomons (918), Ecclesia de Bello Monte (1120), Belmont (1341), Beulmont (1379), Beaumont (1398), Belmond (1453), Beaulmont (1511).
Selon Albert Dauzat, Belmont représente Beau(-)Mont, une formation relativement récente qui désigne un village construit sur un lieu élevé.

## Histoire
- Château de Lauriat.

Mentionné dès l'an 1000. Ses tours seraient datées du XIIIe siècle.

## Politique et administration

### Découpage territorial
La commune de Beaumont est membre de la communauté de communes Brioude Sud Auvergne, un établissement public de coopération intercommunale (EPCI) à fiscalité propre créé le 11 décembre 2018 dont le siège est à Brioude. Ce dernier est par ailleurs membre d'autres groupements intercommunaux.
Sur le plan administratif, elle est rattachée à l'arrondissement de Brioude, au département de la Haute-Loire, en tant que circonscription administrative de l'État, et à la région Auvergne-Rhône-Alpes.
Sur le plan électoral, elle dépend du canton de Brioude pour l'élection des conseillers départementaux, depuis le redécoupage cantonal de 2014 entré en vigueur en 2015, et de la deuxième circonscription de la Haute-Loire   pour les élections législatives, depuis le redécoupage électoral de 1986.

### Élections municipales et communautaires

#### Élections de 2020
Le conseil municipal de Beaumont, commune de moins de 1 000 habitants, est élu au scrutin majoritaire plurinominal à deux tours avec candidatures isolées ou groupées et possibilité de panachage. Compte tenu de la population communale, le nombre de sièges à pourvoir lors des élections municipales de 2020 est de 11. Sur les quatorze candidats en lice, onze sont élus dès le premier tour, le 15 mars 2020, correspondant à la totalité des sièges à pourvoir, avec un taux de participation de 48,05 %.
Jacques Vacheron, maire sortant, est réélu pour un nouveau mandat le 28 mai 2020.
Dans les communes de moins de 1 000 habitants, les conseillers communautaires sont désignés parmi les conseillers municipaux élus en suivant l’ordre du tableau (maire, adjoints puis conseillers municipaux) et dans la limite du nombre de sièges attribués à la commune au sein du conseil communautaire. Un siège est attribué à la commune au sein de la communauté de communes Brioude Sud Auvergne.

#### Liste des maires
| Période                                  | Période                   | Identité         | Étiquette | Qualité |
| ---------------------------------------- | ------------------------- | ---------------- | --------- | ------- |
| Les données manquantes sont à compléter. |                           |                  |           |         |
| avant 1988                               | ?                         | Fernand Fryard   |           |         |
| mars 2001                                | 2008                      | Georges Chades   | DVD       |         |
| mars 2008                                | En cours (au 27 mai 2020) | Jacques Vacheron |           |         |

## Population et société

### Démographie

#### Évolution démographique
L'évolution du nombre d'habitants est connue à travers les recensements de la population effectués dans la commune depuis 1793. Pour les communes de moins de 10 000 habitants, une enquête de recensement portant sur toute la population est réalisée tous les cinq ans, les populations de référence des années intermédiaires étant quant à elles estimées par interpolation ou extrapolation. Pour la commune, le premier recensement exhaustif entrant dans le cadre du nouveau dispositif a été réalisé en 2004.

En 2022, la commune comptait 263 habitants, en évolution de −9,31 % par rapport à 2016 (Haute-Loire : +0,36 %, France hors Mayotte : +2,11 %).
| 1793 | 1800 | 1806 | 1821 | 1831 | 1836 | 1841 | 1846 | 1851 |
| ---- | ---- | ---- | ---- | ---- | ---- | ---- | ---- | ---- |
| 357  | 394  | 367  | 395  | 351  | 401  | 398  | 402  | 420  |

| 1856 | 1861 | 1866 | 1872 | 1876 | 1881 | 1886 | 1891 | 1896 |
| ---- | ---- | ---- | ---- | ---- | ---- | ---- | ---- | ---- |
| 425  | 371  | 368  | 353  | 339  | 343  | 361  | 366  | 375  |

| 1901 | 1906 | 1911 | 1921 | 1926 | 1931 | 1936 | 1946 | 1954 |
| ---- | ---- | ---- | ---- | ---- | ---- | ---- | ---- | ---- |
| 362  | 336  | 317  | 274  | 274  | 283  | 277  | 262  | 242  |

| 1962 | 1968 | 1975 | 1982 | 1990 | 1999 | 2004 | 2006 | 2009 |
| ---- | ---- | ---- | ---- | ---- | ---- | ---- | ---- | ---- |
| 248  | 188  | 172  | 254  | 231  | 237  | 261  | 269  | 271  |

| 2014 | 2019 | 2022 | - | - | - | - | - | - |
| ---- | ---- | ---- | - | - | - | - | - | - |
| 281  | 276  | 263  | - | - | - | - | - | - |

#### Pyramide des âges
En 2018, le taux de personnes d'un âge inférieur à 30 ans s'élève à 28,3 %, soit en dessous de la moyenne départementale (31 %). À l'inverse, le taux de personnes d'âge supérieur à 60 ans est de 29,3 % la même année, alors qu'il est de 31,1 % au niveau départemental.
En 2018, la commune comptait 142 hommes pour 139 femmes, soit un taux de 50,53 % d'hommes, légèrement supérieur au taux départemental (49,13 %).
Les pyramides des âges de la commune et du département s'établissent comme suit.
| Hommes | Classe d’âge | Femmes |
| ------ | ------------ | ------ |
| 0,0    | 90 ou +      | 2,2    |
| 6,5    | 75-89 ans    | 5,8    |
| 20,9   | 60-74 ans    | 23,4   |
| 25,9   | 45-59 ans    | 20,4   |
| 19,4   | 30-44 ans    | 19,0   |
| 10,8   | 15-29 ans    | 12,4   |
| 16,5   | 0-14 ans     | 16,8   |

| Hommes | Classe d’âge | Femmes |
| ------ | ------------ | ------ |
| 0,9    | 90 ou +      | 2,5    |
| 8,4    | 75-89 ans    | 11,7   |
| 20,4   | 60-74 ans    | 20,5   |
| 21,3   | 45-59 ans    | 20,3   |
| 16,8   | 30-44 ans    | 16,3   |
| 15,2   | 15-29 ans    | 13,2   |
| 17     | 0-14 ans     | 15,6   |

## Économie

### Revenus
En 2018, la commune compte 127 ménages fiscaux, regroupant 294 personnes. La médiane du revenu disponible par unité de consommation est de 20 990 € (20 800 € dans le département).

### Emploi
| Division       | 2008  | 2013  | 2018  |
| -------------- | ----- | ----- | ----- |
| Commune        | 5,1 % | 5,3 % | 6,7 % |
| Département    | 6,3 % | 7,7 % | 7,7 % |
| France entière | 8,3 % | 10 %  | 10 %  |

En 2018, la population âgée de 15 à 64 ans s'élève à 166 personnes, parmi lesquelles on compte 84 % d'actifs (77,3 % ayant un emploi et 6,7 % de chômeurs) et 16 % d'inactifs,. Depuis 2008, le taux de chômage communal (au sens du recensement) des 15-64 ans est inférieur à celui de la France et du département.
La commune fait partie de la couronne de l'aire d'attraction de Brioude, du fait qu'au moins 15 % des actifs travaillent dans le pôle,. Elle compte 27 emplois en 2018, contre 35 en 2013 et 27 en 2008. Le nombre d'actifs ayant un emploi résidant dans la commune est de 129, soit un indicateur de concentration d'emploi de 21,3 % et un taux d'activité parmi les 15 ans ou plus de 60 %.
Sur ces 129 actifs de 15 ans ou plus ayant un emploi, 22 travaillent dans la commune, soit 17 % des habitants. Pour se rendre au travail, 81,1 % des habitants utilisent un véhicule personnel ou de fonction à quatre roues, 3,9 % les transports en commun, 8,7 % s'y rendent en deux-roues, à vélo ou à pied et 6,3 % n'ont pas besoin de transport (travail au domicile).

### Activités hors agriculture
19 établissements sont implantés  à Beaumont au 31 décembre 2019. Le tableau ci-dessous en détaille le nombre par secteur d'activité et compare les ratios avec ceux du département,.
| Secteur d'activité                                                                                        | Commune | Commune | Département |
| Secteur d'activité                                                                                        | Nombre  | %       | %           |
| --- | ------- | ------- | ----------- |
| Ensemble                                                                                                  | 19      |         |             |
| Industrie manufacturière, industries extractives et autres                                                | 1       | 5,3 %   | (14,2 %)    |
| Construction                                                                                              | 6       | 31,6 %  | (13,9 %)    |
| Commerce de gros et de détail, transports, hébergement et restauration                                    | 5       | 26,3 %  | (28,8 %)    |
| Information et communication                                                                              | 1       | 5,3 %   | (1,9 %)     |
| Activités financières et d'assurance                                                                      | 1       | 5,3 %   | (4,4 %)     |
| Activités immobilières                                                                                    | 1       | 5,3 %   | (3,9 %)     |
| Activités spécialisées, scientifiques et techniques et activités de services administratifs et de soutien | 3       | 15,8 %  | (11,6 %)    |
| Autres activités de services                                                                              | 1       | 5,3 %   | (8 %)       |

Le secteur de la construction est prépondérant sur la commune puisqu'il représente 31,6 % du nombre total d'établissements de la commune (6 sur les 19 entreprises implantées  à Beaumont), contre 13,9 % au niveau départemental.

### Agriculture
La commune fait partie de la petite région agricole dénommée « plaine de Lembron ». En 2010, l'orientation technico-économique de l'agriculture  sur la commune est la polyculture et le polyélevage.
|                                   | 1988 | 2000 | 2010 |
| --------------------------------- | ---- | ---- | ---- |
| Exploitations                     | 20   | 14   | 13   |
| Superficie agricole utilisée (ha) | 749  | 748  | 788  |

Le nombre d'exploitations agricoles en activité et ayant leur siège dans la commune est passé de 20 en 1988 à 14 en 2000 puis à 13 en 2010, soit une baisse de 35 % en 22 ans. Le même mouvement est observé à l'échelle du département qui a perdu pendant cette période 43 % de ses exploitations. La surface agricole utilisée sur la commune a quant à elle augmenté, passant de 749 ha en 1988 à 788 ha en 2010. Parallèlement la surface agricole utilisée moyenne par exploitation a augmenté, passant de 37 à 61 ha.

## Culture locale et patrimoine

### Lieux et monuments
- Aérodrome de Brioude - Beaumont.
- Église Saint-Hilaire, datant de l'époque romane avec chapelles du XVe siècle[34], inscrite  au titre des monuments historiques par arrêté du 20 mars 1969[35].

### Personnalités liées à la commune
- Louis Devins (1850-1917), homme politique, maire de Brioude, député en 1898 puis sénateur.